# Bak Róbert
Bak Róbert (Robert C. Bak) (Budapest, 1908. október 14. – Washington, 1974. szeptember 15.) magyar ideg- és elmeorvos, pszichoanalitikus. A New York-i Pszichoanalitikus Egyesület elnökségi tagja, az Albert Einstein College of Medicine tanára.

## Életpályája
Bak Soma (1874–1945) magánhivatalnok és Brück Irén (1875–1938) fiaként született. Nagyapja Bak Izrael (1840–1894) rabbi, hebraista. A Budapest VIII. kerületi Zrínyi Miklós Reálgimnáziumban érettségizett (1925). A Budapesti Tudományegyetem Orvostudományi Karán 1933. december 23-án orvosdoktorrá avatták. Orvosi gyakorlatát a Lipótmezei Elme- és Ideggyógyintézetben kezdte, majd Benedek László mellett a Budapesti Elme- és Idegkórtani Klinikán dolgozott. Pszichoanalitikussá Hermann Imre képezte át. A Siesta Szanatóriumban József Attila orvosa a költő betegségének utolsó időszakában 1936–1937 között. 1940-ben zsidó származása miatt munkaszolgálatosként Erdélybe vitték. Apja külügyminisztériumi kapcsolatainak segítségével sikerült útlevelet szereznie és elhagynia Magyarországot. 1941 júniusától az USA-ban élt, gyakorló pszichoanalitikus volt. Apja és fiatalabb bátyja a holokauszt áldozatai lettek.
Első munkáiban elmegyógyászati kórképekre alkalmazta a pszichoanalitikus szemléletet. Munkáiban leginkább az agresszióval és a szadizmusnak a perverziók kialakulási folyamatában játszott szerepével foglalkozott.

## Művei
- József Attila betegsége (Szép Szó, 1938)[3]
- Élménypszichológiai elemzés a „Faxensyndrom”-nál (Gyógyászat, 1938. 46. sz.)
- Über die dynamisch-strukturellen Bedingungen des primären Beziehungswahns (Zeitschrift für die gesammte Neurologie und Psychiatrie, 1939)
- Örökletes ataxia elsődleges myopathiával (Benedek Lászlóval; Gyógyászat, 1940)
- A személyiség szétesésének kórlélektanához (Orvostudományi Közlemények, 1940. 1. sz.)
- Masochism in Paranoia (The Psychoanalytic Quarterly, 1946)
- The Phallic Women (The Psychoanalytic Study of the Child, 1963)
- Being in Love and Object Loss (International Journal of Psychoanalysis, 1973)